# Harobelavadi, Dharwad
Harobelavadi là một làng thuộc tehsil Dharwad, huyện Dharwad, bang Karnataka, Ấn Độ.